# Kōfu
Kōfu (japanska: 甲府市?, Kōfu-shi) är den administrativa huvudorten för Yamanashis prefektur i regionen Chubu på centrala Honshu i Japan, och har cirka 200 000 invånare. Bland näringar märks glastillverkning och ädelstensslipning. Staden är också känd för sin hantverkstillverkning av inden, lackerade accessoarer av hjortskinn med mönster i lack.
Kōfu fick stadsrättigheter den 1 juli 1889 och fick år 2000 
status som speciell stad (japanska: 特例市?, Tokureishi) enligt lagen om lokalt självstyre. År 2019 fick Kofu status som kärnstad.

## Sport
Ventforet Kofu spelar i J-League i fotboll.

## Borgmästare
- Masanobu Miyajima, 3 februari 2003–1 februari 2015
- Yūichi Higuchi, 2 februari 2015–

Denna lista hämtas från Wikidata. Informationen kan ändras där.